# Всеукраинское первенство общества «Динамо» 1929
Всеукраинское первенство общества «Динамо» 1929 стало первым турниром республиканского уровня для динамовского общества. Турнир проводился в Киеве с 1 по 7 июля 1929 года.
Победу в турнире одержала команда «Динамо» Харьков.

## Организация и проведение турнира
В преддверии проведения в начале августа 1929 года Всесоюзного праздника общества «Динамо» в Москве в честь пятилетия общества (пятилетний юбилей на самом деле пришелся на 1928 год — год проведения Всесоюзной Спартакиады, поэтому юбилейные соревнования было решено[кем?] перенести на год), Всеукраинский совет «Динамо» запланировал ряд соревнований республиканского уровня с целью отбора и формирования сборных команд Украинской ССР для участия в нём. В частности, в Киеве в начале июля был проведен турнир по футболу под названием Всеукраїнське весняне футбольне першенство «Динамо» .
Футбол в динамовском обществе являлся одним из приоритетных видов спорта, о чём свидетельствует анонсирование этого турнира в официальном рупоре общества — харьковском журнале «Динамо»:
...Поэтому нам, чекистам, больше чем кому-либо необходимы качества, вырабатываемые футболом. Эти качества нам понадобятся в ежедневной нашей работе. Распространение футбола среди работников и войск Г.П.У. следует всемерно поощрять.
Учитывая громадное значение развития футбола в «Динамо», Всеукраинский Совет «Динамо» назначил с 1-го по 7-е июля в г.Киеве соревнования между Погранотрядами и Войсками и группой периферийных Обществ «Динамо» по этому виду спорта. Соревнования должны показать, кто ... является сильнейшим ... и должны определить состав сборной команды Украины, которая будет выступать на предстоящих Всесоюзных соревнованиях «Динамо» от У.С.С.Р.
Футболу — почетное место в общей спортивной работе «Динамо»!Журнал «Динамо» (Харьков) 1929 № 1 с.5
Это отношение к футболу резко контрастировало с проходящим как раз в то время в профсоюзных спортивных организациях новым витком так называемой «борьбы с футболоманией» и приводило, вследствие уменьшения внимания последних к футболу, к оттоку лучших футбольных кадров в общество «Динамо». В этом сезоне не проводился чемпионат республики среди сборных команд городов и первенство «Динамо» стало смотром лучших футбольных сил Украинской ССР.
«Динамовцы» провели свой турнир в реалиях тех лет практически образцово: была обеспечена своевременная явка команд 17 различных городов (всего турнир собрал рекордные 19 участников), что по тем временам было равносильно организационному и логистическому чуду; и, несмотря на столь большое представительство, чемпионат прошел точно в запланированные сроки. Приезжие команды обеспечивались проживанием и питанием (общежитие при киевской школе комсостава им. Каменева, где «очарованные полузащитником харьковчан и сборной СССР Иваном Приваловым официантки приносили ему двойные порции»[значимость факта?]); до начала турнира были составлены и опубликованы заявочные листы команд. Тем не менее, не обошлось и без некоторых нарушений: так, было обнаружены единичные случаи участия незаявленных игроков и игроков, не состоящих в обществе; одна из команд покинула поле в знак протеста судейства; был подан протест на результат одного из матчей — все эти явления были непременными атрибутами подобных турниров в то время.

## Ход турнира
Турнир проходил по «олимпийской» системе.
В случае ничьей в основное время назначалось дополнительное — 2 тайма по 15 минут, продолжавшееся, если победитель по его итогам не был выявлен, и далее до первого забитого мяча.
Фаворитами турнира являлись динамовские команды Харькова (основа сборной города — неизменного победителя республиканских первенств) и доселе не блиставших на республиканской арене хозяев, буквально накануне турнира создавших практически новую команду из сильных приезжих игроков. Эти две команды уверенно вышли в финал: но если харьковчанам на пути к нему пришлось проводить достаточно напряженные матчи с одесситами и сталинцами, то киевлянам первый серьёзный соперник встретился лишь в полуфинале, где динамовцы Днепропетровска, пропустив в самом начале игры два мяча, уже на 10 минуте ушли с поля в знак протеста против несправедливого, по их мнению, удаления игрока.
Финал проходил с ощутимым преимуществом киевлян, забивших один гол и упустивших случай удвоить преимущество с пенальти. Однако больший соревновательный опыт харьковчан позволил им переломить ход встречи и, сравняв счет, в самой концовке вырвать победу — 3:1.

### Турнирная сетка
|  | 1/16 финала 1 июля        | 1/16 финала 1 июля |  |  | 1/8 финала 2 июля  | 1/8 финала 2 июля |                |         | 1/4 финала 4 июля | 1/4 финала 4 июля |  |  | 1/2 финала 5 июля | 1/2 финала 5 июля |  |  | Финал 7 июля | Финал 7 июля |
|  |                           |                    |  |  |                    |                   |                |         |                   |                   |  |  |                   |                   |  |  |              |              |
|  |                           |                    |  |  |                    |                   |                |         |                   |                   |  |  |                   |                   |  |  |              |              |
|  |                           |                    |  |  | Харьков            | 16                |                |         |                   |                   |  |  |                   |                   |  |  |              |              |
|  | Шостка                    | 2                  |  |  | Шостка             | 0                 |                |         |                   |                   |  |  |                   |                   |  |  |              |              |
|  | Тульчин                   | 1                  |  |  |                    |                   |                | Харьков | 3                 |                   |  |  |                   |                   |  |  |              |              |
|  |                           |                    |  |  | Одесса             | 1                 |                |         |                   |                   |  |  |                   |                   |  |  |              |              |
|  |                           |                    |  |  | Одесса             | 7                 |                |         |                   |                   |  |  |                   |                   |  |  |              |              |
|  | Волочиск                  | 3                  |  |  | Волочиск           | 1                 |                |         |                   |                   |  |  |                   |                   |  |  |              |              |
|  | Олевск                    | 0                  |  |  |                    |                   |                | Харьков | 2                 |                   |  |  |                   |                   |  |  |              |              |
|  |                           |                    |  |  | Сталино            | 0                 |                |         |                   |                   |  |  |                   |                   |  |  |              |              |
|  |                           |                    |  |  | Сталино            | 9                 |                |         |                   |                   |  |  |                   |                   |  |  |              |              |
|  |                           |                    |  |  | Тирасполь          | 1                 |                |         |                   |                   |  |  |                   |                   |  |  |              |              |
|  |                           |                    |  |  |                    |                   | Сталино        | 8       |                   |                   |  |  |                   |                   |  |  |              |              |
|  |                           |                    |  |  | Житомир            | 1                 |                |         |                   |                   |  |  |                   |                   |  |  |              |              |
|  |                           |                    |  |  | Житомир            | 2                 |                |         |                   |                   |  |  |                   |                   |  |  |              |              |
|  |                           |                    |  |  | Ямполь             | 0                 |                |         |                   |                   |  |  |                   |                   |  |  |              |              |
|  |                           |                    |  |  |                    |                   |                | Харьков | 3                 |                   |  |  |                   |                   |  |  |              |              |
|  |                           |                    |  |  | Киев               | 1                 |                |         |                   |                   |  |  |                   |                   |  |  |              |              |
|  |                           |                    |  |  | Киев               | 16                |                |         |                   |                   |  |  |                   |                   |  |  |              |              |
|  | Славута                   | 7                  |  |  | Славута            | 0                 |                |         |                   |                   |  |  |                   |                   |  |  |              |              |
|  | Харьков «Украинский полк» | 2                  |  |  |                    |                   | Киев           | 10      |                   |                   |  |  |                   |                   |  |  |              |              |
|  |                           |                    |  |  | Полтава            | 1                 |                |         |                   |                   |  |  |                   |                   |  |  |              |              |
|  |                           |                    |  |  | Полтава            |                   |                |         |                   |                   |  |  |                   |                   |  |  |              |              |
|  |                           |                    |  |  |                    |                   |                |         |                   |                   |  |  |                   |                   |  |  |              |              |
|  |                           |                    |  |  |                    |                   | Киев           | 2       |                   |                   |  |  |                   |                   |  |  |              |              |
|  |                           |                    |  |  | Днепропетровск     | 0                 |                |         |                   |                   |  |  |                   |                   |  |  |              |              |
|  |                           |                    |  |  | Днепропетровск     | 3                 |                |         |                   |                   |  |  |                   |                   |  |  |              |              |
|  | Киев II                   | 4                  |  |  | Киев II            | 0                 |                |         |                   |                   |  |  |                   |                   |  |  |              |              |
|  | Каменец-Подольский        | 0                  |  |  |                    |                   | Днепропетровск | 5       |                   |                   |  |  |                   |                   |  |  |              |              |
|  |                           |                    |  |  | Артемовск          | 1                 |                |         |                   |                   |  |  |                   |                   |  |  |              |              |
|  |                           |                    |  |  | Артемовск          | 7                 |                |         |                   |                   |  |  |                   |                   |  |  |              |              |
|  |                           |                    |  |  | Могилев-Подольский | 1                 |                |         |                   |                   |  |  |                   |                   |  |  |              |              |
|  |                           |                    |  |  |                    |                   |                |         |                   |                   |  |  |                   |                   |  |  |              |              |

### Матчи

#### 1/16 финала
| 1 июл | Киев II | 4:0 | Каменец-Подольский | «Желдор» |
| Киев II: Андрухович - Филин, Пирокети - Гиро, И.Иванов, Загирный - И.Рейнгольд, И.Терентьєв, В.Трофимов, П.Рейнгольд, Бойко Каменец-Подольский: Самонин - Н.Чистяков, Мифодовский - Иванов, Олехнович, Наконечный - Маремуха, Мужинин, Барсуков, А.Чистяков, Щиглер |         |     |                    |          |

| 1 июл | Славута | 7:2 | «Украинский полк» Харьков | Красный стадион |
| Славута: Борщ - Нагорный, Александров - Зеленов, Чупеев, Бондарев - Прусов, Смилянский, Яворский, Поляк, Журавлёв Харьков: Зуєв - Комаров, Гусєв - Архипов, Никульцев, Виленский - Чумаков, Махнин, Красиков, Клименко, Фрогов |         |     |                           |                 |

| 1 июл | Волочиск | 3:0 | Олевск | Красный стадион |
| Волочиск: Лазаренко - Сайчик, Ваганов - Китаев, Ржечицкий, В.Бадек - А.Бадек, Кичман, Воронин, Шарфштейн, Б.Микишев Олевск: Савельєв - Трищалов, Горбач - Шустерман, Рохлин, Кудряшов - Чемис, Важнов, Юдин, Андреенко, Заборовский |          |     |        |                 |

| 1 июл | Шостка | 2:1 | Тульчин | Красный стадион |
| Шостка: Ворфлин - Демченко, Никифоров - Усов, Коваленко, Валайко - Хаценко, Побегайло, Батющев, Ходоров, Вавилин Тульчин: Миллер - Петерс, Т.Яхенко - Коренковський, Бельський, Гершелис - Мураный, Янков, Широный, Фирсов, Чупринский |        |     |         |                 |

#### 1/8 финала
| 2 июл | Киев | 16:0 | Славута | Красный стадион |
| Киев: Идзковский - Пржепольский, М.Денисов - Тютчев, Пионтковский, Бланк - Садовский, Малхасов, Сердюк, Бардадым, Печеный Славута: Борщ - Нагорный, Александров - Зеленов, Чупеев, Бондарев - Прусов, Смилянский, Яворский, Поляк, Журавлёв |      |      |         |                 |

| 2 июл | Днепропетровск | 3:0 | Киев II | «Желдор» |
| Днепропетровск: Чередниченко - Филиппов, И.Гусев - Купов, Жордания, Бурбола - Павлов, Белокуров, Мотлохов, П.Гусев, Кононов Киев II: Андрухович - Филин, Пирокети - Гиро, И.Иванов, Загирный - И.Рейнгольд, И.Терентьєв, В.Трофимов, П.Рейнгольд, Бойко |                |     |         |          |

| 2 июл | Харьков | 16:0 | Шостка |                             |
| |         |      |        | Судья: Б.Кукуевицкий (Киев) |
| Харьков: Норов - Кладько, Кильчинский - Н.Фомин, В.Фомин, Привалов - Владимирский, Шпаковский, Мищенко, Шабайдаш, Старусев Шостка: Ворфлин - Демченко, Никифоров - Усов, Коваленко, Валайко - Хаценко, Побегайло, Батющев, Ходоров, Вавилин |         |      |        |                             |

| 2 июл | Одесса | 7:1 | Волочиск |  |
| Одесса: Акбройт - Попов, Ф.Трофимов - Фисаренко, Макаров, Кузнєцов - Бородин, Коваль, Мурашов, Горбиков, Жеков Волочиск: Лазаренко - Сайчик, Ваганов - Китаев, Ржечицкий, В.Бадек - А.Бадек, Кичман, Воронин, Шарфштейн, Б.Микишев |        |     |          |  |

| 2 июл | Житомир | 2:0 | Ямполь |  |
| Житомир: С.Павшин - Демб, Козловский - Варенцов, Ярошенко, Чайка - Таранович, А.Павшин, И.Капитула, Лазицкий, П.Капитула Ямполь: Хохряков - Утгоф, Ярчук - Никифоров, Муравьёв, Демехин - Долгополов, Харитонов, Васильєв, Антонов, Плыгнов |         |     |        |  |

| 2 июл | Сталино | 9:1 | Тирасполь |  |
| Сталино: Алексеенко - Заварнов, Шкапин - Цофнас, Дощечкин, Крынин - Сычёв, Чумак, Гугин, Сурков, Бескровный Тирасполь: Шаповало - Галкин, Тимофеев - Троицкий, Стоянов, Хатов - Ханин, Хоменко, Петриченко, Хрипунов, Сорокин |         |     |           |  |

| 2 июл | Артемовск | 7:1 | Могилев-Подольский |  |
| Артемовск: А.Стороженко - Троян, А.Стариков - Белоцерковский, Титаренко, Маслаков - А.Стариков, Розенберг, Шандицов, Берменсон, Дворкин Могилев-Подольский: Голан - Федоров, Глазунов - Шатранов, Попенко, Григорьев - Абышев, Воловиковский, Янчур, Коваленко, Корчинский |           |     |                    |  |

#### 1/4 финала
| 4 июл | Киев | 10:1 | Полтава | Красный стадион |
| Киев: Идзковский - Пржепольский, Дишкант - Тютчев, Пионтковский, Бланк - Дубов, Малхасов, Сердюк, Бардадым, Печеный Полтава: Сивицкий - Решетько, Шипченко - Муковоз, Сухоруков, Гулий - Ткачук, Вегера, Родионов, Есиновский, Кузнєцов |      |      |         |                 |

| 4 июл | Сталино | 8:1 | Житомир | Красный стадион |
| Сталино: Алексеенко - Заварнов, Шкапин - Цофнас, Дощечкин, Крынин - Сычёв, Чумак, Гугин, Сурков, Бескровный Житомир: С.Павшин - Демб, Козловский - Варенцов, Ярошенко, Чайка - Таранович, А.Павшин, И.Капитула, Лазицкий, П.Капитула |         |     |         |                 |

| 4 июл | Днепропетровск | 5:1 | Артемовск |  |
| Днепропетровск: Чередниченко - Филиппов, И.Гусев - Купов, Жордания, Бурбола - Павлов, Белокуров, Мотлохов, П.Гусев, Кононов Артемовск: А.Стороженко - Троян, А.Стариков - Белоцерковский, Титаренко, Маслаков - А.Стариков, Розенберг, Шандицов, Берменсон, Дворкин |                |     |           |  |

| 4 июл | Харьков                                    | 3:1 | Одесса          | «Желдор»             |
| | - Владимирский 1′ (пен.) - ? 2:0′ - ? 3:0′ |     | - 3:1′ (пен.) ? | Судья: Лившиц (Киев) |
| Харьков: Норов - Кладько, Кильчинский - Н.Фомин, В.Фомин, Привалов - Владимирский, Шпаковский, Мищенко, Шабайдаш, Старусев Одесса: Акбройт - Попов, Ф.Трофимов - Фисаренко, Макаров, Кузнєцов - Бородин, Коваль, Мурашов, Горбиков, Жеков |                                            |     |                 |                      |

#### 1/2 финала
| 5 июл | Киев | 2:0 (к 10') | Днепропетровск | Красный стадион             |
| |      |             |                | Судья: Б.Кукуевицкий (Киев) |
| Киев: Идзковский - Пржепольский, М.Денисов - Тютчев, Пионтковский, Бланк - Садовский, Малхасов, Сердюк, Бардадым, Печеный · Днепропетровск: Чередниченко - Филиппов, И.Гусев - Купов, Жордания 10', Бурбола - Павлов, Белокуров, Мотлохов, П.Гусев, Кононов |      |             |                |                             |

| 5 июл | Харьков | 2:0 | Сталино | «Желдор» |
| Харьков: Норов - Кладько, Кильчинский - Н.Фомин, В.Фомин, Привалов - Владимирский, Шпаковский, Мищенко, Шабайдаш, Старусев Сталино: Алексеенко - Заварнов, Шкапин - Цофнас, Дощечкин, Крынин - Сычёв, Чумак, Гугин, Сурков, Бескровный |         |     |         |          |

#### Финал
| Харьков                            | 3:1     | Киев                               |
| ---------------------------------- | ------- | ---------------------------------- |
| - Мищенко 58′ - Шпаковский 82′ 87′ | (отчёт) | - 14′ Сердюк - 49' (пен.) Малхасов |

| Харьков: Норов - Кладько, Н.Фомин - Амельянов, В.Фомин, Привалов - Владимирский, Шпаковский, Мищенко, Шабайдаш, Старусев (представитель — С.Романенко) Киев: Войтенко - Пржепольский, М.Денисов - Тютчев, Пионтковский, Бланк - Синица, Малхасов, Сердюк, Садовский, Печеный (представитель — Л.Коген) |

Ход матча
- С начала игры инициатива у киевлян. На 8' Малхасов медлит в выгодной ситуации; чуть позднее Печёный бьет мимо ворот.
- 14' — после «выноса» Норовым мяча от харьковских ворот полузащитники киевлян перехватили его и быстро вернули в штрафную, где Сердюк-«Шульц» в борьбе с защитниками из «свалки» открывает счет — 0:1.
- После гола киевляне продолжают контролировать ход игры; у харьковчан в редких контратаках неудачно играет Шабайдаш.
- 37' — Шабайдаш в борьбе за мяч сталкивается с вратарем Войтенко, которому долго оказывают помощь. В конечном итоге он продолжил игру, хотя и получил в этом эпизоде травму, последствия которой сказались позднее.
- Длительная остановка «разбила» игру — команды доигрывают первый тайм.
- Второй тайм также начинается в невысоком темпе.
- 49' — Н.Фомин играет рукой в штрафной площади — пенальти. Малхасов бьет почти по центру ворот — Норов в броске переводит мяч на угловой.
- Отраженный одиннадцатиметровый взбадривает харьковчан — они перехватывают инициативу.
- 53' — Войтенко спасает ворота после удара Владимирского.
- 56' — В.Фомин передачей бросает в прорыв Старусева, удар которого Войтенко парирует, но подоспевший Мищенко добивает выпущенный вратарем мяч — 1:1.
- После гола обоюдоострая игра с равными шансами.
- 82' — получив пас от Шпаковского, Владимирский передает мяч вперед на ход Шабайдашу; удар последнего блокируется Денисовым, но рикошетом от него мяч попадает прямо под удар Шпаковскому. Войтенко не успевает сместиться — 2:1.
- В оставшееся время харьковчане сбивают темп.
- 87' — Мищенко удачной передачей «ловит» рывок Шпаковского. Тот выходит к воротам, обводит выбежавшего навстречу вратаря и мимо выстроившихся в воротах защитников киевлян ставит победную точку — 3:1. Празднуя забитый гол, темпераментный Шпаковский иронически призвал игроков соперников «разъезжаться», намекая тем самым на «легионерский» состав оппонентов, практически полностью состоящий из недавно приглашенных футболистов из Одессы и Николаева[11][12].
- По свидетельствам очевидцев, тактический опыт и выдержка харьковчан взяли верх над преимуществом киевлян в скорости и технике.

## Итоговое положение команд
| М                    | Команда                   | И | В | Н | П | М      |
| -------------------- | ------------------------- | - | - | - | - | ------ |
|                      | Харьков                   | 4 | 4 | 0 | 0 | 24 — 2 |
|                      | Киев                      | 4 | 3 | 0 | 1 | 29 — 4 |
| Выбыли в 1/2 финала  |                           |   |   |   |   |        |
|                      | Сталино                   | 3 | 2 | 0 | 1 | 17 — 4 |
|                      | Днепропетровск            | 3 | 2 | 0 | 1 | 8 — 3  |
| Выбыли в 1/4 финала  |                           |   |   |   |   |        |
| (5)                  | Одесса                    | 2 | 1 | 0 | 1 | 8 — 4  |
| (6)                  | Артемовск                 | 2 | 1 | 0 | 1 | 8 — 6  |
| (7)                  | Житомир                   | 2 | 1 | 0 | 1 | 3 — 8  |
| (8)                  | Полтава                   | 1 | 0 | 0 | 1 | 1 — 10 |
| Выбыли в 1/8 финала  |                           |   |   |   |   |        |
| (9)                  | Киев II                   | 2 | 1 | 0 | 1 | 4 — 3  |
| (10)                 | Волочиск                  | 2 | 1 | 0 | 1 | 4 — 7  |
| (11)                 | Славута                   | 2 | 1 | 0 | 1 | 7 — 18 |
| (12)                 | Шостка                    | 2 | 1 | 0 | 1 | 2 — 17 |
| (13)                 | Ямполь                    | 1 | 0 | 0 | 1 | 0 — 2  |
| (14)                 | Могилев-Подольский        | 1 | 0 | 0 | 1 | 1 — 7  |
| (15)                 | Тирасполь                 | 1 | 0 | 0 | 1 | 1 — 9  |
| Выбыли в 1/16 финала |                           |   |   |   |   |        |
| (16)                 | Тульчин                   | 1 | 0 | 0 | 1 | 1 — 2  |
| (17)                 | Олевск                    | 1 | 0 | 0 | 1 | 0 — 3  |
| (18)                 | Каменец-Подольский        | 1 | 0 | 0 | 1 | 0 — 4  |
| (19)                 | «Украинский полк» Харьков | 1 | 0 | 0 | 1 | 2 — 7  |

## Сборная «Динамо» Украинской ССР
По итогам первенства была составлена сборная команда общества «Динамо» УССР, выступившая месяц спустя на Всесоюзном празднике «Динамо» в Москве. Победив по ходу турнира команды Урала (10:1) и Ленинграда (0:0 и 4:2 в дополнительное время), в финале с москвичами 8 августа на стадионе «Динамо» украинцы вели 2:0 и 3:2, но все же уступили 3:4, пропустив гол в дополнительное время на 127 минуте.
В решающем матче в составе сборной выступали
Норов (Харьков) — Кладько (Харьков), М.Денисов (Киев) — Н.Фомин (Харьков), В.Фомин (Харьков) (капитан), Жордания (Днепропетровск) — Малхасов (Киев), Шпаковский (Харьков), Мотлохов (Днепропетровск) (Губарев (Харьков)), Сердюк (Киев), Печёный (Киев)
За московское «Динамо» в том матче играли харьковчанин Константин Фомин, забивший гол в ворота бывших одноклубников, и одессит Валентин Прокофьев. Они, а также украинцы Кладько, Малхасов, В.Фомин и Печёный сыграли затем за сборную «Динамо» СССР, разгромившую 10 августа сборную Москвы (6:2).

## Галерея

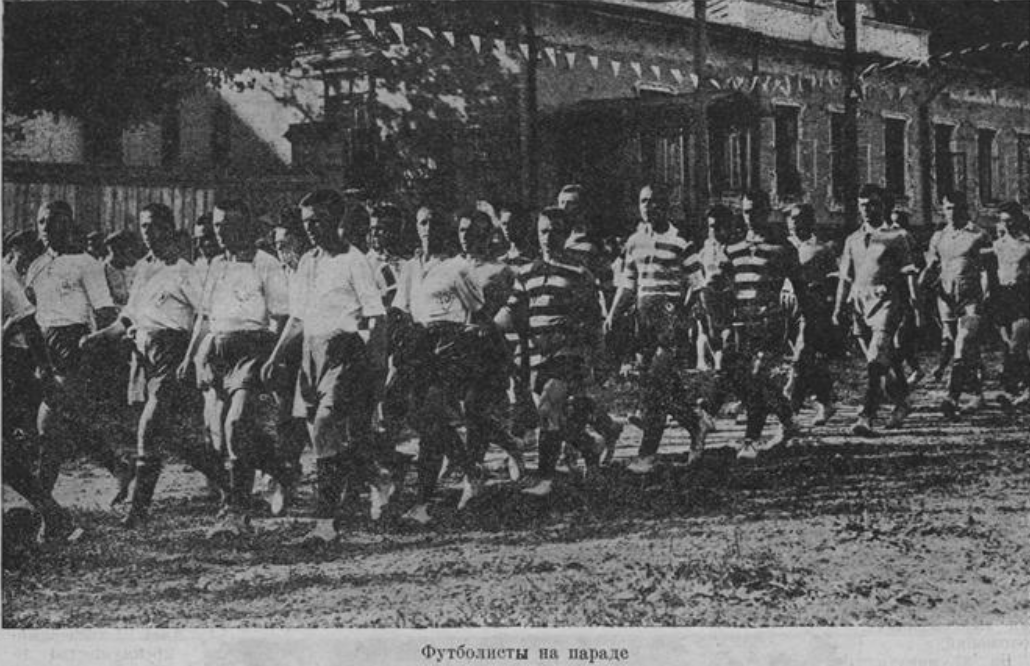
Парад открытия
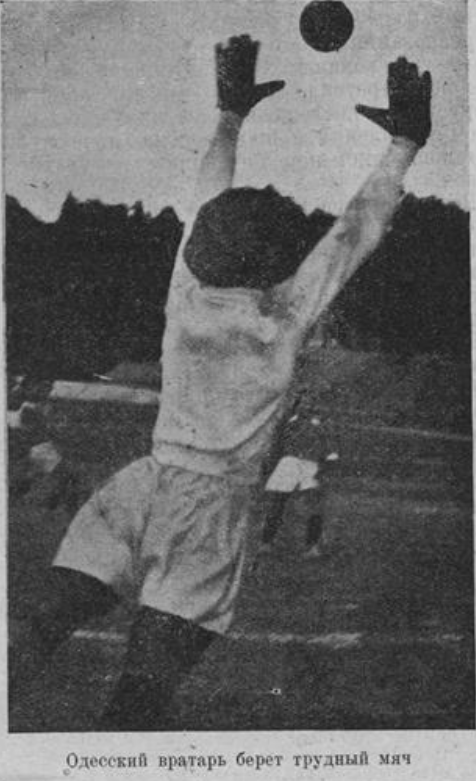
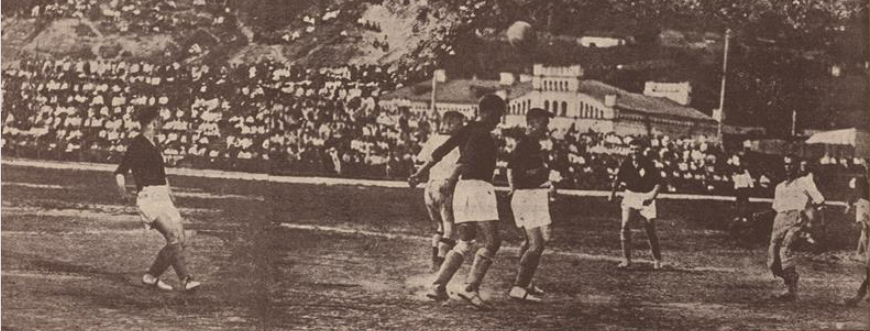
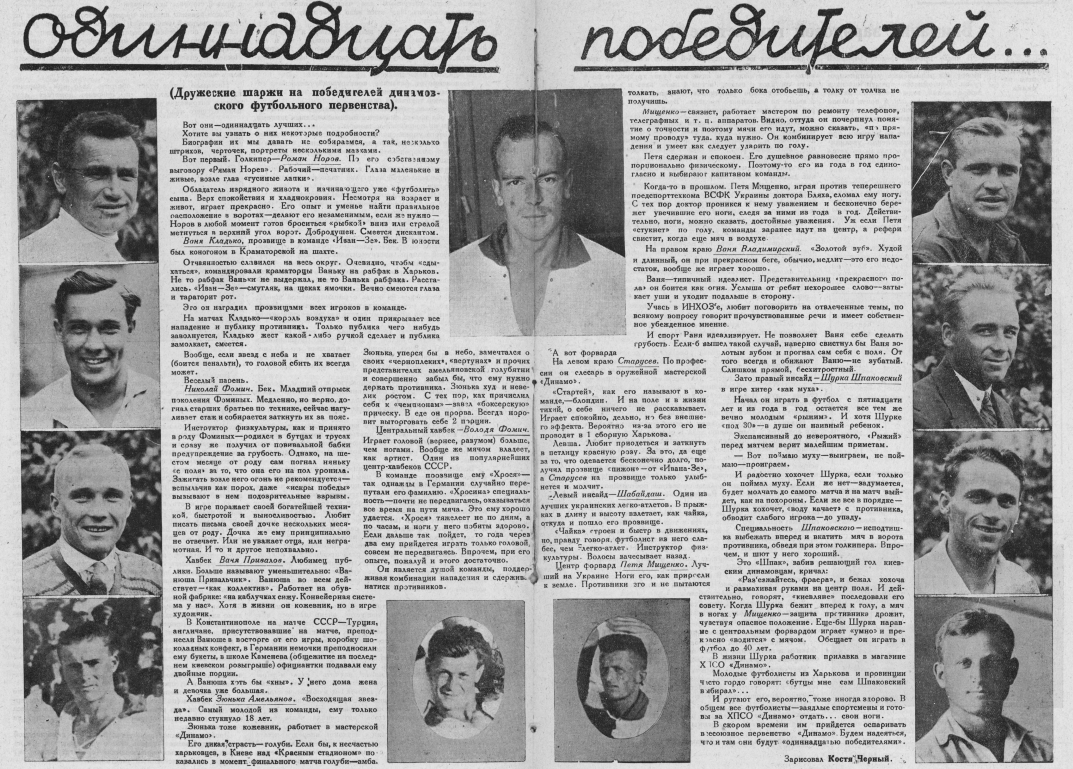
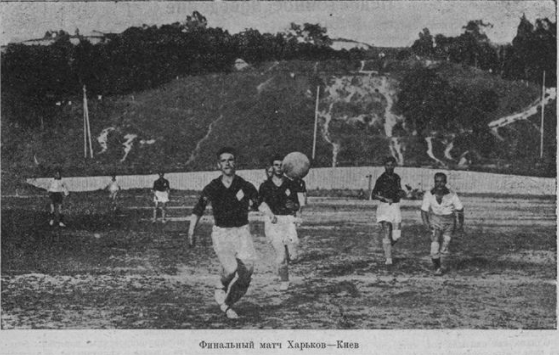